# Нікола Загейм
Нікола Загейм  (англ. Nicola Zagame, 11 серпня 1990) — австралійська ватерполістка, олімпійська медалістка.

## Виступи на Олімпіадах
| Олімпіада   | Дисципліна | Місце |
| ----------- | ---------- | ----- |
| Лондон 2012 | водне поло | 3     |